# لوک یانگ‌بلاد
لوک یانگ‌بلاد (انگلیسی: Luke Youngblood؛ زادهٔ ۱۲ ژوئن ۱۹۸۶) یک هنرپیشه اهل بریتانیا است. وی از سال ۱۹۹۷ میلادی تاکنون مشغول فعالیت بوده‌است.
از فیلم‌ها یا برنامه‌های تلویزیونی که وی در آن نقش داشته است می‌توان به هری پاتر و تالار اسرار و هری پاتر و سنگ جادو اشاره کرد.